# Mesochra armoricana
Mesochra armoricana är en kräftdjursart som beskrevs av Albert Monard 1935. Mesochra armoricana ingår i släktet Mesochra och familjen Canthocamptidae. Inga underarter finns listade i Catalogue of Life.